# 3e étape du Tour de France 2003
Pour un article plus général, voir Tour de France 2003.
La 3e étape du Tour de France 2003 a eu lieu le 8 juillet 2003 entre Charleville-Mézières et Saint-Dizier sur une distance de 167,5 km. Elle a été remportée par l'Italien Alessandro Petacchi (Fassa Bortolo) devant le Letton Romāns Vainšteins (Vini Caldirola-Saunier Duval) et l'Espagnol Óscar Freire (Rabobank). Le Francais Jean-Patrick Nazon (Jean Delatour) s'empare du maillot et de la tête du classement général au détriment de l'Australien Bradley McGee (Fdjeux.com) à l'issue de l'étape.

## Classement de l'étape
| \| Classement de l'étape \| Classement de l'étape \| Classement de l'étape \| Classement de l'étape \| Classement de l'étape \| \| Coureur \| Coureur \| Pays \| Équipe \| Temps \| \| --------------------- \| --------------------- \| --------------------- \| ---------------------------- \| --------------------- \| \| 1er \| Alessandro Petacchi \| Italie \| Fassa Bortolo \| 3 h 27 min 39 s \| \| 2e \| Romāns Vainšteins \| Lettonie \| Vini Caldirola-Saunier Duval \| + 0 s \| \| 3e \| Óscar Freire \| Espagne \| Rabobank \| + 0 s \| \| 4e \| Erik Zabel \| Allemagne \| Telekom \| + 0 s \| \| 5e \| Robbie McEwen \| Australie \| Lotto-Domo \| + 0 s \| \| 6e \| Luca Paolini \| Italie \| Quick Step-Davitamon \| + 0 s \| \| 7e \| Olaf Pollack \| Allemagne \| Gerolsteiner \| + 0 s \| \| 8e \| Angelo Furlan \| Italie \| Alessio \| + 0 s \| \| 9e \| Salvatore Commesso \| Italie \| Saeco \| + 0 s \| \| 10e \| Stuart O'Grady \| Australie \| Crédit Agricole \| + 0 s \| |                     |           |                              |                 |
| |                     |           |                              |                 |
| |                     |           |                              |                 |
| Classement de l'étape |                     |           |                              |                 |
| Coureur | Coureur             | Pays      | Équipe                       | Temps           |
| 1er | Alessandro Petacchi | Italie    | Fassa Bortolo                | 3 h 27 min 39 s |
| 2e | Romāns Vainšteins   | Lettonie  | Vini Caldirola-Saunier Duval | + 0 s           |
| 3e | Óscar Freire        | Espagne   | Rabobank                     | + 0 s           |
| 4e | Erik Zabel          | Allemagne | Telekom                      | + 0 s           |
| 5e | Robbie McEwen       | Australie | Lotto-Domo                   | + 0 s           |
| 6e | Luca Paolini        | Italie    | Quick Step-Davitamon         | + 0 s           |
| 7e | Olaf Pollack        | Allemagne | Gerolsteiner                 | + 0 s           |
| 8e | Angelo Furlan       | Italie    | Alessio                      | + 0 s           |
| 9e | Salvatore Commesso  | Italie    | Saeco                        | + 0 s           |
| 10e | Stuart O'Grady      | Australie | Crédit Agricole              | + 0 s           |

## Classement général
| \| Classement général \| Classement général \| Classement général \| Classement général \| Classement général \| \| Coureur \| Coureur \| Pays \| Équipe \| Temps \| \| ------------------ \| ------------------ \| ------------------ \| ------------------------------- \| ------------------ \| \| 1er \| Jean-Patrick Nazon \| France \| Jean Delatour \| 12 h 25 min 59 s \| \| 2e \| Bradley McGee \| Australie \| Fdjeux.com \| + 8 s \| \| 3e \| David Millar \| Royaume-Uni \| Cofidis-Le Crédit par Téléphone \| + 12 s \| \| 4e \| Baden Cooke \| Australie \| Fdjeux.com \| + 12 s \| \| 5e \| Haimar Zubeldia \| Espagne \| Euskaltel-Euskadi \| + 14 s \| \| 6e \| Jan Ullrich \| Allemagne \| Team Bianchi \| + 14 s \| \| 7e \| Jaan Kirsipuu \| Estonie \| AG2R Prévoyance \| + 15 s \| \| 8e \| Robbie McEwen \| Australie \| Lotto-Domo \| + 18 s \| \| 9e \| Víctor Hugo Peña \| Colombie \| US Postal Service-Berry Floor \| + 18 s \| \| 10e \| Tyler Hamilton \| États-Unis \| CSC \| + 18 s \| |                    |             |                                 |                  |
| |                    |             |                                 |                  |
| |                    |             |                                 |                  |
| Classement général |                    |             |                                 |                  |
| Coureur | Coureur            | Pays        | Équipe                          | Temps            |
| 1er | Jean-Patrick Nazon | France      | Jean Delatour                   | 12 h 25 min 59 s |
| 2e | Bradley McGee      | Australie   | Fdjeux.com                      | + 8 s            |
| 3e | David Millar       | Royaume-Uni | Cofidis-Le Crédit par Téléphone | + 12 s           |
| 4e | Baden Cooke        | Australie   | Fdjeux.com                      | + 12 s           |
| 5e | Haimar Zubeldia    | Espagne     | Euskaltel-Euskadi               | + 14 s           |
| 6e | Jan Ullrich        | Allemagne   | Team Bianchi                    | + 14 s           |
| 7e | Jaan Kirsipuu      | Estonie     | AG2R Prévoyance                 | + 15 s           |
| 8e | Robbie McEwen      | Australie   | Lotto-Domo                      | + 18 s           |
| 9e | Víctor Hugo Peña   | Colombie    | US Postal Service-Berry Floor   | + 18 s           |
| 10e | Tyler Hamilton     | États-Unis  | CSC                             | + 18 s           |

## Classements annexes
| Classement par points | Classement par points | Classement par points | Classement par points | Classement par points |
| Coureur               | Coureur               | Pays                  | Équipe                | Points                |
| --------------------- | --------------------- | --------------------- | --------------------- | --------------------- |
| 1er                   | Robbie McEwen         | Australie             | Lotto-Domo            | 86 pts                |
| 2e                    | Erik Zabel            | Allemagne             | Telekom               | 74 pts                |
| 3e                    | Alessandro Petacchi   | Italie                | Fassa Bortolo         | 72 pts                |
| 4e                    | Jean-Patrick Nazon    | France                | Jean Delatour         | 72 pts                |
| 5e                    | Baden Cooke           | Australie             | Fdjeux.com            | 62 pts                |

| Classement par points | Classement par points | Classement par points | Classement par points | Classement par points |
| Coureur               | Coureur               | Pays                  | Équipe                | Points                |
| --------------------- | --------------------- | --------------------- | --------------------- | --------------------- |
| 1er                   | Robbie McEwen         | Australie             | Lotto-Domo            | 86 pts                |
| 2e                    | Erik Zabel            | Allemagne             | Telekom               | 74 pts                |
| 3e                    | Alessandro Petacchi   | Italie                | Fassa Bortolo         | 72 pts                |
| 4e                    | Jean-Patrick Nazon    | France                | Jean Delatour         | 72 pts                |
| 5e                    | Baden Cooke           | Australie             | Fdjeux.com            | 62 pts                |

| Classement de la montagne | Classement de la montagne | Classement de la montagne | Classement de la montagne | Classement de la montagne |
| Coureur                   | Coureur                   | Pays                      | Équipe                    | Points                    |
| ------------------------- | ------------------------- | ------------------------- | ------------------------- | ------------------------- |
| 1er                       | Christophe Mengin         | France                    | Fdjeux.com                | 15 pts                    |
| 2e                        | Walter Bénéteau           | France                    | Brioches La Boulangère    | 10 pts                    |
| 3e                        | Frédéric Finot            | France                    | Jean Delatour             | 8 pts                     |
| 4e                        | Lilian Jégou              | France                    | Crédit Agricole           | 8 pts                     |
| 5e                        | Andy Flickinger           | France                    | AG2R Prévoyance           | 5 pts                     |

| Classement de la montagne | Classement de la montagne | Classement de la montagne | Classement de la montagne | Classement de la montagne |
| Coureur                   | Coureur                   | Pays                      | Équipe                    | Points                    |
| ------------------------- | ------------------------- | ------------------------- | ------------------------- | ------------------------- |
| 1er                       | Christophe Mengin         | France                    | Fdjeux.com                | 15 pts                    |
| 2e                        | Walter Bénéteau           | France                    | Brioches La Boulangère    | 10 pts                    |
| 3e                        | Frédéric Finot            | France                    | Jean Delatour             | 8 pts                     |
| 4e                        | Lilian Jégou              | France                    | Crédit Agricole           | 8 pts                     |
| 5e                        | Andy Flickinger           | France                    | AG2R Prévoyance           | 5 pts                     |

| Classement du meilleur jeune | Classement du meilleur jeune | Classement du meilleur jeune | Classement du meilleur jeune | Classement du meilleur jeune |
| Coureur                      | Coureur                      | Pays                         | Équipe                       | Temps                        |
| ---------------------------- | ---------------------------- | ---------------------------- | ---------------------------- | ---------------------------- |
| 1er                          | Baden Cooke                  | Australie                    | Fdjeux.com                   | 12 h 26 min 11 s             |
| 2e                           | Andy Flickinger              | France                       | AG2R Prévoyance              | + 6 s                        |
| 3e                           | Vladimir Karpets             | Russie                       | iBanesto.com                 | + 12 s                       |
| 4e                           | Mikel Astarloza              | Espagne                      | AG2R Prévoyance              | + 12 s                       |
| 5e                           | Thor Hushovd                 | Norvège                      | Crédit Agricole              | + 13 s                       |

| Classement du meilleur jeune | Classement du meilleur jeune | Classement du meilleur jeune | Classement du meilleur jeune | Classement du meilleur jeune |
| Coureur                      | Coureur                      | Pays                         | Équipe                       | Temps                        |
| ---------------------------- | ---------------------------- | ---------------------------- | ---------------------------- | ---------------------------- |
| 1er                          | Baden Cooke                  | Australie                    | Fdjeux.com                   | 12 h 26 min 11 s             |
| 2e                           | Andy Flickinger              | France                       | AG2R Prévoyance              | + 6 s                        |
| 3e                           | Vladimir Karpets             | Russie                       | iBanesto.com                 | + 12 s                       |
| 4e                           | Mikel Astarloza              | Espagne                      | AG2R Prévoyance              | + 12 s                       |
| 5e                           | Thor Hushovd                 | Norvège                      | Crédit Agricole              | + 13 s                       |

| Classement par équipes | Classement par équipes                 | Classement par équipes | Classement par équipes |
| Équipe                 | Équipe                                 | Pays                   | Temps                  |
| ---------------------- | -------------------------------------- | ---------------------- | ---------------------- |
| 1re                    | US Postal Service-Berry Floor          | États-Unis             | 37 h 18 min 57 s       |
| 2e                     | Team Bianchi                           | Allemagne              | + 8 s                  |
| 3e                     | Fdjeux.com                             | France                 | + 17 s                 |
| 4e                     | Euskaltel-Euskadi                      | Espagne                | + 18 s                 |
| 5e                     | ASSOCIATION SOMMITALE AG2R LA MONDIALE | France                 | + 19 s                 |

| Classement par équipes | Classement par équipes                 | Classement par équipes | Classement par équipes |
| Équipe                 | Équipe                                 | Pays                   | Temps                  |
| ---------------------- | -------------------------------------- | ---------------------- | ---------------------- |
| 1re                    | US Postal Service-Berry Floor          | États-Unis             | 37 h 18 min 57 s       |
| 2e                     | Team Bianchi                           | Allemagne              | + 8 s                  |
| 3e                     | Fdjeux.com                             | France                 | + 17 s                 |
| 4e                     | Euskaltel-Euskadi                      | Espagne                | + 18 s                 |
| 5e                     | ASSOCIATION SOMMITALE AG2R LA MONDIALE | France                 | + 19 s                 |